# Eidai Sangyo Soccer Club 1974
Questa voce raccoglie le informazioni riguardanti l'Eidai Sangyo Soccer Club nelle competizioni ufficiali della stagione 1974.

## Stagione
Presentatosi all'esordio in Japan Soccer League con alcuni giocatori provenienti dal Brasile in rosa, l'Eidai concluse il campionato all'ultimo posto ottenendo la salvezza grazie a due vittorie nello spareggio contro il Fujitsu. Al termine della stagione l'Eidai disputò la Coppa dell'Imperatore come iscritta al massimo torneo nazionale: dopo aver eliminato, in sequenza, NTTPC Kinki, Nippon Steel, Towa Real Estate e Toyo Kogyo, l'Eidai Sangyo incontrò nella finale lo Yanmar Diesel, che prevalse per 2-1.

## Maglie e sponsor
Le divise, di colore rosso con strisce verticali nere, rimangono invariati. I calzoncini e i calzettoni possono essere, occasionalmente, di colore nero.
| Manica sinistra · Manica sinistra · Maglietta · Maglietta · Manica destra · Manica destra · Pantaloncini · Calzettoni | Manica sinistra · Manica sinistra · Maglietta · Maglietta · Manica destra · Manica destra · Pantaloncini · Calzettoni |  |

## Rosa
| N. |                     | Ruolo | Calciatore          |
| -- | ------------------- | ----- | ------------------- |
|    | Giappone (bandiera) | P     | Yoshiteru Shiroyama |
|    | Giappone (bandiera) | P     | Kiyoshi Takada      |
|    | Giappone (bandiera) | D     | Ikuo Hirata         |
|    | Giappone (bandiera) | D     | Shoji Inoue         |
|    | Giappone (bandiera) | D     | Shinichi Inoue      |
|    | Giappone (bandiera) | D     | Toshifumi Kajitani  |
|    | Giappone (bandiera) | D     | Masaaki Kendai      |
|    | Giappone (bandiera) | D     | Eiji Kiyota         |
|    | Giappone (bandiera) | D     | Toshihiko Shiozawa  |
|    | Giappone (bandiera) | D     | Makoto Yamamoto     |

| N. |                     | Ruolo | Calciatore         |
| -- | ------------------- | ----- | ------------------ |
|    | Brasile (bandiera)  | C     | Jairo Matos        |
|    | Giappone (bandiera) | C     | Yoshiaki Matsubara |
|    | Brasile (bandiera)  | C     | Jair Novaes        |
|    | Brasile (bandiera)  | C     | Antonio Pelé       |
|    | Giappone (bandiera) | C     | Hiroyuki Sanpei    |
|    | Giappone (bandiera) | A     | Michiaki Nakamura  |
|    | Giappone (bandiera) | A     | Tsutomu Nakayama   |
|    | Giappone (bandiera) | A     | Riki Suzuki        |
|    | Giappone (bandiera) | A     | Minoru Ozaki       |

## Statistiche

### Statistiche di squadra
| Competizione          | Punti | Totale | Totale | Totale | Totale | Totale | Totale | DR  |
| Competizione          | Punti | G      | V      | N      | P      | Gf     | Gs     | DR  |
| --------------------- | ----- | ------ | ------ | ------ | ------ | ------ | ------ | --- |
| JSL Division 1        | 14    | 18     | 4      | 6      | 8      | 19     | 30     | -11 |
| Coppa dell'Imperatore | -     | 5      | 3      | 1      | 1      | 7      | 3      | +4  |
| Totale                | -     | 23     | 7      | 7      | 9      | 26     | 33     | -7  |